# Paksimmondsius pakistanensis
Paksimmondsius pakistanensis är en stekelart som beskrevs av S. Ahmad och Ghani 1974. Paksimmondsius pakistanensis ingår i släktet Paksimmondsius och familjen sköldlussteklar.
Artens utbredningsområde är Pakistan. Inga underarter finns listade i Catalogue of Life.